# 김대승
김대승(1967년 ~ )은 대한민국의 영화 감독이다.
정지영 감독의 《하얀전쟁》, 임권택 감독의 《서편제》, 《태백산맥》, 《축제》등에 조감독으로 참여했다. 2000년 《번지 점프를 하다》를 감독하여 인상적으로 데뷔했다.
2009년 《연인》을 완성하고, 같은 해 3월, 부산 동서대학교 임권택영화예술대학 영화과 교수로 임용되어 시나리오작법, 현장영화론, 워크샵 등을 지도하고 있다.

## 학력
- 중앙대학교 연극영화과

## 참여 작품
- 1987년 《영점구일칠》 - 연출부
- 1991년 《서울의 눈물》 - 연출부
- 1993년 《서편제》 - 연출부
- 1994년 《태백산맥》 - 연출부
- 1996년 《진짜 사나이》 - 연출부
- 1997년 《창》 - 각본, 연출부
- 1999년 《춘향뎐》 - 조감독
- 2001년 《번지점프를 하다》 - 연출
- 2004년 《하류인생》 ... 특별출연
- 2005년 《혈의 누》 - 각본, 연출
- 2006년 《가을로》 - 연출
- 2010년 《시선 너머》 - 각본, 연출
- 2012년 《후궁: 제왕의 첩》 - 각본, 연출
- 2015년 《조선마술사》 - 각본, 연출

## 수상
- 2001년 제22회 청룡영화상 신인감독상
- 2001년 제24회 황금촬영상 신인감독상
- 2005년 제13회 춘사영화상 최우수 작품상 《혈의 누》
- 2005년 제13회 춘사영화상 감독상 《혈의 누》
- 2006년 유바리 국제 판타스틱 영화제 영 판타스틱 부문 그랑프리